# Карлини, Мишель
Мишель Карлини (фр. Michel Carlini; 31 июля 1889[…], Марсель — 25 ноября 1967, Марсель) — французский государственный и политический деятель. Занимал должность мэра Марселя, второго по величине города Франции, с 1947 по 1953 год, а также был членом Национального собрания Франции от Буш-дю-Рон с 1951 по 1955 год. Являлся членом правоцентристской политической партии «Объединение французского народа», основанной генералом Шарлем де Голлем.

## Биография
Родился 31 июля 1889 года в Марселе, Франция. С отличием получил степень доктора юридических наук. Затем участвовал в Первой мировой войне, награждён Военным крестом и Крестом Вердена. После окончания войны снова работал юристом, женился в 1926 году и до 1939 года работал деканом юридического факультета. Также был связан с Международным движением Красного Креста и Красного Полумесяца.
Стал мэром Марселя в 1947 году и до 1953 года боролся с забастовщиками и демонстрантами из Французской коммунистической партии. В какой-то момент ему пришлось притвориться, что он уходит в отставку, чтобы успокоить протестующих. В 1955 году не поддержал правительство Пьера Мендеса-Франса. В 1954 году проголосовал против проекта Европейского оборонительного сообщества. В 1956 году снова баллотировался в Национальное собрание Франции, но проиграл. Помог собрать коллекцию в Музее Бастии на Корсике. Скончался в Марселе в 1967 году.